# Le Buisson (Lozère)
 Le Buisson  es una población y comuna francesa, situada en la región de Languedoc-Rosellón, departamento de Lozère, en el distrito de Mende y cantón de Marvejols.

## Demografía
| 272 | 265 | 220 | 224 | 188 | 210 |
| Para los censos de 1962 a 1999 la población legal corresponde a la población sin duplicidades (Fuente: INSEE [Consultar]) |     |     |     |     |     |